# Eucosmophora manilkarae
Eucosmophora manilkarae är en fjärilsart som beskrevs av Davis och Wagner 2005. Eucosmophora manilkarae ingår i släktet Eucosmophora och familjen styltmalar. Inga underarter finns listade i Catalogue of Life.